# 亞當·歐塔維諾
亞當·羅伯特·歐塔維諾（英語：Adam Robert Ottavino，1985年11月22日—），為美國職棒大聯盟的投手，目前為自由球員。生涯曾效力過紅雀、洛磯、洋基、紅襪與大都會等隊。

## 早年
歐塔維諾出生於紐約曼哈頓，3歲時遷居布鲁克林。2003年自柏克萊·卡羅中學畢業，坦帕灣光芒在當年的新秀選秀會中接觸了歐塔維諾，惟雙方並未達成協議，歐塔維諾隨後進入东北大学。在該校校隊，歐塔維諾同時是隊史單季三振數、生涯累計三振數的紀錄保持者。

## 職業生涯

### 聖路易紅雀
2006年大聯盟選秀，紅雀隊以第一輪30順位選進了歐塔維諾。他從小聯盟1A起步，2008年升上2A，2009年升上3A，這年的上半季成績是慘淡的0勝9敗，不過下半季投出7勝3敗的反彈。
2009年球季結束後，紅雀將歐塔維諾加入了40人名單。2010年5月29日，歐塔維諾以先發投手的身分登板。該年他出賽5場，有3場先發2010年球季結束後，歐塔維諾被移出40人名單。，2011年則是整季都待在3A。季後，紅雀將歐塔維諾放入讓渡名單。

### 科羅拉多洛磯
2012年4月3日，科羅拉多洛磯簽下歐塔維諾，並將他轉型為後援投手。該季他投出5勝1敗，防禦率卻高達4.56。
2013年，他將球衣背號改為0號。該季他的防禦率下降到2.64。
2014年，歐塔維諾1勝4敗，防禦率3.60。
2015年，球隊原終結者拉特洛伊·哈金斯表現不盡理想，歐塔維諾成為新任終結者。然而，2015年5月4日，歐塔維諾因為右手肘受傷，動了Tommy John手術，球季提前報銷。
2015年球季結束後，洛磯隊和他簽下了3年1,040萬美元的合約。2016年，他締造了個人出賽連續37場，連投了31局無失分的隊史紀錄。2018年，他投出6勝4敗，防禦率2.34，拿下大聯盟最多次的34次中繼成功。

### 紐約洋基
2019年1月24日，洋基隊以三年2,700萬美元的合約簽下歐塔維諾。加入洋基後，歐塔維諾成為洋基隊史上第一位使用0號做為背號的球員，也是洋基隊現役唯一一位使用單數背號的球員。

### 波士頓紅襪
2021年1月25日，和新秀投手Frank German被交易至波士頓紅襪，紐約洋基則獲得日後指名球員或現金。

## 個人生活
歐塔維諾現與妻女居於公园坡，距他童年時期所居的社區不遠。

## 外部連結
- 球員資訊和成績在MLB ，ESPN ，Baseball Reference ，Fangraphs ，The Baseball Cube ，Baseball Reference (Minors) ，Retrosheet （英文）